# 大阪府道162号大東四條畷線
大阪府道162号大東四條畷線（おおさかふどう162ごう だいとうしじょうなわてせん）は、大阪府大東市から四條畷市に至る一般府道である。

## 概要
大東市曙町から四條畷市楠公2丁目に至る。

### 路線データ
- 起点：大阪府大東市曙町（大阪府道・奈良県道8号大阪生駒線交点）
- 終点：大阪府四條畷市楠公2丁目（四條畷神社前交差点、国道170号交点）

## 路線状況

### 通称
- 河内街道

### 重複区間
- 大阪府道160号四條畷停車場線（四條畷市楠公1丁目 - 四条畷市楠公2丁目）

## 地理

### 通過する自治体
- 大阪府
  - 大東市 - 四條畷市

### 交差する道路
| 交差する道路                                         | 市町村名 | 交差する場所 | 交差する場所              |
| ---------------------------------------------------- | -------- | ------------ | ------------------------- |
| 大阪府道・奈良県道8号大阪生駒線                      | 大東市   | 曙町         | 起点                      |
| 大阪府道161号深野南寺方大阪線                        | 大東市   | 深野2丁目    | 深野橋交差点              |
| 国道170号 / 外環状線                                 | 大東市   | 津の辺町     | 津の辺交差点              |
| 大阪府道160号四條畷停車場線 重複区間起点             | 四條畷市 | 楠公1丁目    |                           |
| 大阪府道160号四條畷停車場線 重複区間終点             | 四條畷市 | 楠公2丁目    |                           |
| 国道170号 / 旧道 大阪府道20号枚方富田林泉佐野線 重複 | 四條畷市 | 楠公2丁目    | 四條畷神社前交差点 / 終点 |

### 交差する鉄道
- 片町線

### 沿線
- 大東市役所
- 深北緑地
- 楠木正行墓（小楠公御墓所）
- 四條畷学園短期大学
- 四條畷学園小学校・中学校・高等学校
- JR西日本片町線 四条畷駅
- 四條畷神社